# 東陽テクニカ
株式会社東陽テクニカ（とうようテクニカ、英: TOYO Corporation）は、情報通信測定機器をはじめとする測定機器の専門商社。

## 沿革
- 1953年（昭和28年）9月 - 工作機械の輸入販売を行う光和通商株式会社を設立。
- 1955年（昭和30年）3月 - 東陽通商株式会社に社名変更。
- 1970年（昭和45年）　　　- 保険代理業、厚生施設管理を行う厚生コマーシャル株式会社を設立
- 1982年（昭和57年）10月 - 株式の額面変更を目的として、東陽通商株式会社（旧称・中央化学機械株式会社）に吸収合併される。
- 1984年（昭和59年）11月 - 株式会社東陽テクニカに社名変更。
- 1985年（昭和60年） 7月 - 東証2部上場。
- 1990年（平成 2年） 3月 - 東証1部に指定替え。
- 1998年（平成10年） 　- 東京都中央区八重洲に本社、電子技術センター、エレクトロニクス事業部を移転統合。
- 2002年（平成14年） 　- 電子技術センターISO9001 認証取得[2]。
- 2005年（平成17年）　 - ISO/IEC17025 およびISO14001 認証取得[3]。
- 2007年（平成19年）　　 - 電子技術センター内に校正センター開設。
- 2010年（平成22年）　　 - 中国上海市に東揚精測系統(上海)有限公司(現連結子会社)を設立。
- 2014年（平成26年）　　 - 東揚精測系統（上海）有限公司の北京分公司設立。
- 2015年（平成27年）　 　- 米国カリフォルニア州にTOYOTech LLCを設立。
- 2016年（平成28年）　 　- 社内カンパニーとして「セキュリティ&ラボカンパニー」を設立

## 営業所・支店
- テクノロジーインターフェースセンター（東京都中央区日本橋）
- 葛西サービスセンター（東京都江戸川区臨海町）
- 厚木分析センター（神奈川県厚木市）
- テクニカル＆ロジスティクスセンター（神奈川県厚木市）
- 大阪支店（大阪市淀川区）
- 名古屋営業所(名古屋市中区)
- 宇都宮営業所（栃木県宇都宮市）

## 関連会社
- 東揚精測系統(上海)有限公司 (TOYO Corporation China)
- TOYOTech LLC.
- PROGRAMMING RESEARCH GROUP LTD.
- 厚生コマーシャル株式会社